# الیشا کاتبرت
الیشا کاتبرت (به انگلیسی: Elisha Cuthbert) (زاده ۳۰ نوامبر ۱۹۸۲ در کالگری، کانادا) بازیگر سینما و تلویزیون کانادایی می‌باشد.

## زندگی‌نامه
الیشا ان کاتبرت در ۳۰ نوامبر سال ۱۹۸۲ (به خورشیدی ۹ آذر سال ۱۳۶۱) در کانادا، ایالت کالگری در منطقه آلبرتا به دنیا آمد پس از او دو عضو دیگر خانواده‌اش یعنی برادرش جاناتان و خواهر کوچکترش لی‌آن به دنیا آمدند. بعدها او به همراه والدینش کوین و پاتریشیا به ونکور مهاجرت نمودند.
سرانجام خانواده کاتبرت به سواحل شرقی مهاجرت نمودند و در مونترال در شهر کبک در حومه پارک گرین‌فیلد ساکن شدند.

## فیلم‌ها
از فیلم‌های الیشا می‌توان به آرام ،مدرسه قدیمی ،خانه مومی، نوچه ۲، سرعت هوا و دختر همسایه اشاره کرد.
لازم است ذکر شود وی با بازی در فیلم دختر همسایه بین جوانان محبوبیت زیادی پیدا کرد.

## دوران مدلینگ
نقش الیشا در صنعت سینما از سال ۱۹۹۰ شروع شد. او در آن زمان فقط هفت سال داشت. درست در همان سال بود که او به عنوان مدلینگ لباس برای کودکان شروع به کار کرد که در رسانه‌ها و مطبوعات و دیگر جراید به نمایش گذارده می‌شد. اولین نقش او در فیلم نه‌چندان مشهوری به نام رقص در ماه در سال ۱۹۹۶ میلادی بود اما سال ۱۹۹۷ سال قطعی نقش او در سینما بود.

## دوران مجری‌گری
برای مدت سه سال متوالی، او به سراسر نقاط دنیا سفر کرد و کارهای را انجام داد که کودکان دیگر فقط تصورش را می‌کردند، کارهای از قبیل خوردن گوشت فُک در قطب شمال، غواصی با کوسه‌های خطرناک و ناخدا ی یک ناو هواپیما برشدن، و کارهایی از این دست در مجموعه سریال مکانیک معروف برای کودکان باعث شد که نظر هیلاری کلینتون بانوی رئیس‌جمهور وقت آمریکا به او جلب شود و او را به جلسه‌ای خصوصی در واشینگتن دی سی دعوت کند.
با وجود اینکه الیشا هنوز درگیر برنامه مکانیک‌های معروف برای کودکان بود، او پروژه‌ای دیگری را هم به عهده گرفت. وی در سال ۱۹۹۸ به عنوان یک ستاره سینما به همراه شخص دیگری به نام جو منتگنا در برنامه ماجراجویی در فضا با سرعتی سر سام‌آور نقش خودش را ادامه داد.
او در برنامه فانتزی خانوادگی دیگری به نام NICO the Unicorn در سال ۱۹۹۸ به نقش آفرینی در سینما ادامه داد.
بعد از مطرح شدن تصویر الیشا در فیلم‌ها، او برای ایفای نقش در نقش‌های بین الملی آماده می‌شد. هم‌زمان با این موفقیت او در سال ۲۰۰۰ از دبیرستان فارغ‌التحصیل شد و می‌دانست که آینده روشنی در انتظار اوست. اینک او نه تنها دو موفقیت داشت بلکه چندین موفقیت دیگر در پیش رو داشت.
الیشا به عنوان خوشبخت‌ترین و خوش‌شانس‌ترین دختر مطرح شد. در عین حال، زمان آن رسیده بود که با فیلم کانادایی دختر خوش‌شانس خودش را به همه اثبات کند و خوشبختی خودش را تضمین کند و سپس از مونترال در کانادا به لوس آنجلس در آمریکا رفت.
الیشا در سال ۲۰۰۲ با گرفتن جایزه خودش، که بهترین بازیگر نقش اول زن در فیلم دختر خوش شانس شده بود، برای یک سفر شش‌ماهه به لوس آنجلس رفت و نقش دوست دختر مرد عنکبوتی در فیلم مرد عنکبوتی به او پیشنهاد شد. اما سرانجام این نقش به کیرستن دانست واگذار شد.

## حضور در مجموعه تلویزیونی ۲۴

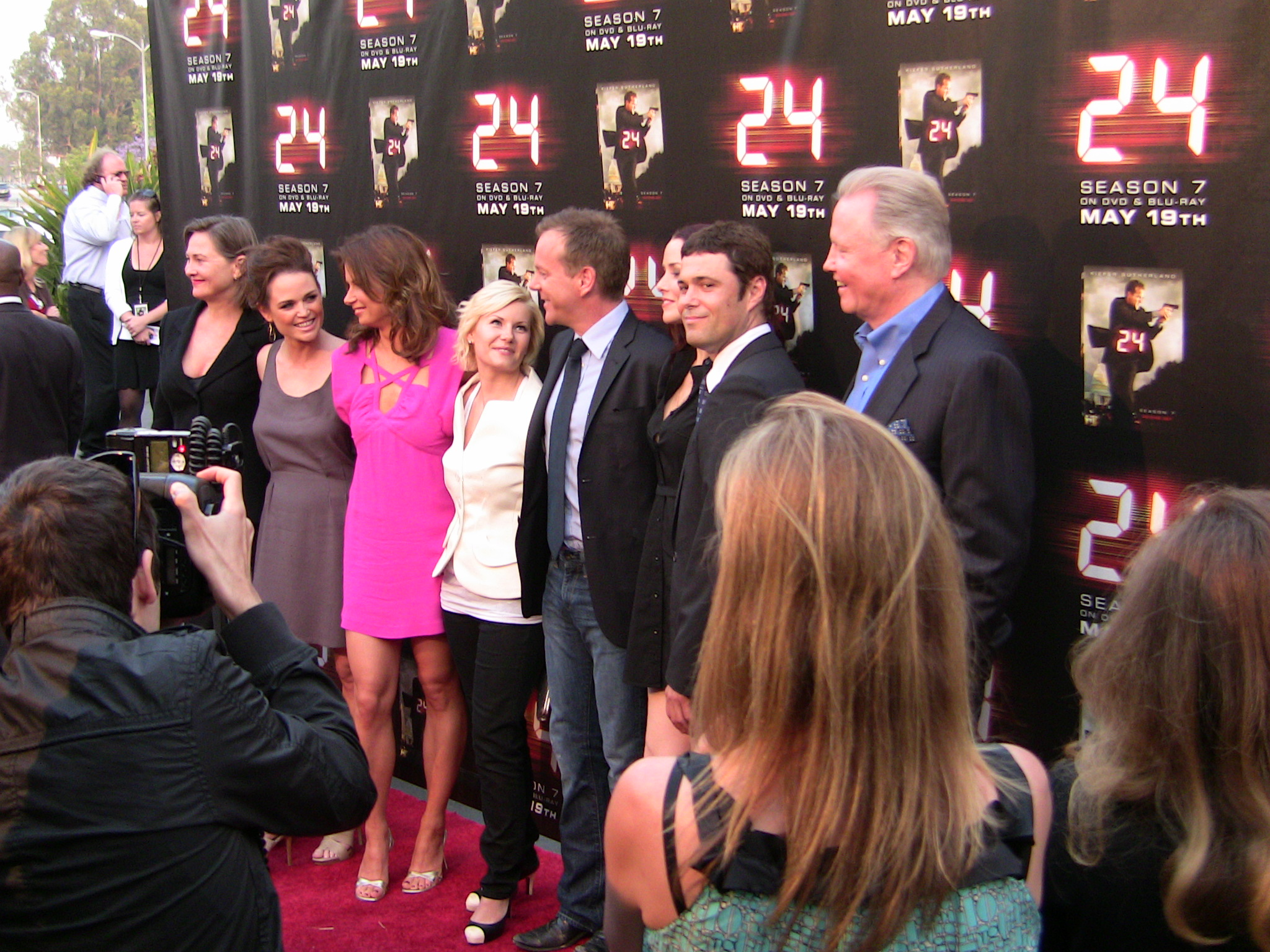
فرش قرمز بازیگران سریال ۲۴ از چپ به راست: چری جونز، اسپراگ گریدن، مری لین راجسکوب، الیشا کاتبرت، کیفر ساترلند، آنی ورشینگ، کارلس برنارد و جون وویت

در حالی الیشا برای بازگشت به منزل آماده می‌شد، توسط هموطن کانادایی خودش برای بازی در یک قسمت از مجموعه تلویزیونی ۲۴ دعوت شد. در این فیلم قرار بود که ۲۴ رخداد در ۲۴ ساعت برای افراد مختلف رخ دهد، فیلمی مهیج بود که باعث شد که جرقه‌ای عظیمی در پیشرفت الیشا داشته باشد.
شرکت فیلم‌سازی فاکس از الیشا استقبال کرد و تصمیم گرفت که بر روی او بیشتر سرمایه‌گذاری کند. الیشا هم مثل دیگر بازیگران هالیوودی شروع به فعالیت رسمی کرد و جای خود را در هالیوود به تثبیت رسانید. سپس دوستان صمیمی برای خود انتخاب کرد که نظیر اندرو کیگان و جاستین تیمبرلیک و تریس آیالا که او را در حرفه‌ای بازیگری یاری کردند. آن‌ها از ماه مه ۲۰۰۳ تا اواخر سال ۲۰۰۵ با یکدیگر دوست بودند.
الیشا در سال ۲۰۰۳ در دو فیلم مدرسه قدیمی و عشق واقعی خوش درخشید. همچنین فیلم ۲۴ در سال ۲۰۰۴ به عنوان بهترین مجموعه تلویزیونی شناخته شد. در همان سال الیشا در فیلم دیگری نیز بازی کرد که بسیار زیبا و جذاب بود و خوش درخشید و بهترین بازیگر نقش اول زن در سینمای آمریکا شد و در سال ۲۰۰۵ در فیلم دلهره‌آور خانه مومی بازی کرد.
الیشا در اواخر سال ۲۰۰۵ از دوست پسرش تریس آیالا جدا و شخص دیگری به نام شان آوری را برگزید.